# ニューシティ・レジデンス投資法人
ニューシティ・レジデンス投資法人（ - とうしほうじん）はかつて存在した日本の投資法人（J-REIT）である。

## 概要
REITの日本版である"J-REIT"の一つである。アメリカ合衆国の不動産会社シービー・リチャードエリスのグループ会社のシービー・リチャードエリス・インベスターズなどが、日本で不動産投資信託事業を行うために2004年9月27日に設立された。
同年12月15日には東京証券取引所に上場。資産運用はシービーアールーイー・レジデンシャル・マネジメントに委託し、東京近郊の賃貸住宅を対象に資産運用を行ってきた。2007年9月 - 2008年2月期の営業収益は62億5200万円（2007年3月 - 8月期比9.1％増）。純利益は24億5300万円（11.7％増）だった。破綻前の資産規模は物件106件で2,118億円であった。
しかし、サブプライムローン問題に端を発した金融不安や、これに伴う信用収縮などで、不動産業界は多大な影響を受けた。本投資法人も例外ではなく、新規融資や市場からの資金調達や保有資産の売却が進まなくなっていった。そして、2008年10月末に取得予定資産の決済資金と借入金の返済資金の調達が困難になるに至った。同年10月9日、東京地方裁判所に民事再生法の手続きを申請し保全命令が出たことを発表、J-REITで初めて経営破綻をした。負債総額は1123億6500万円。再生手続きに入ったことに伴い、東証の有価証券上場規程により2008年10月10日から整理銘柄に指定され、11月10日に上場が廃止された。
2010年4月1日にビ・ライフ投資法人（現大和ハウスリート投資法人）に吸収合併され消滅した。